# Anthony Giddens
Anthony Giddens (London,18. siječnja 1938.) engleski je sociolog i bivši savjetnik engleskog premijeraTonyja Blaira. Vodeći je engleski i svjetski sociolog:Zadnja korica knjige, koji je u sociolog ju i politologiju uveo pojam Politiku trećeg puta i daje teorijska razmišljanja o procesima globalizacije. Član je Laburiskičke stranke, a s obzirom na to da ima titulu baruna član je i Doma lordova.

## Životopis[3]:zadnja korica knjige
Anthony Giddens rodio se u londonskom predgrađu Edmontonu, gdje je i studirao, dok je doktorat obranio na Cambridgeu 1974. godine. Predavao je na Cambridgeu i Leicesteru, a bio je i ravnatelj Londonske škole za ekonomije od 1997. do 2004. Od 1995. bio je savjetnik britanskog premijera Tonnyja Blaire, kojemu je pomogao reformirati Laburističku stranku (tzv. Novi laburisti:963), a od 2004. dobivši naslov baruna od engleske kraljice, postao je član Doma Lordova. Godine 1985. osniva nakladničku kuću Polity Press, specijaliziranu za izdavanje radova s područja društvenih i humanističkih znanosti.

## Znanstveni rad
Anthony Giddens jedan je od najčitanijih sociologa današnjice te je kroz svoj znanstveni rad pridonosi stvaranju novih socioloških teorija. Najprije promišlja o definicijama strukture i djelovanja koja su po njegovom mišljenju usko povezana. Strukturacija je proces kojim pojedinci strukturiraju društvo, no Giddens smatra da je ona istodobno sredstvo i proizvod djelovanja koja društva organiziraju:52. Društva imaju strukturu jer se ljudi ponašaju standardno i razumno predvidljivo:668, odnosno pojedinci trebaju imati određena znanja i strategije za postizanje svojih ciljeva.
Osim ove teme, Giddens se bavi temi globalizacije koju u svojim radovima kritizira, a kao savjetnik Tonyja Blaira utjecao je na teorijsku raspravu o tzv. politici trećeg puta

### Globalizacija i reflektivnost
Giddens najprije spominje kako se društvo danas nalazi u tzv. svijetu bez kontrole. Taj je pojam preuzeo od njemačkog soiologa Ulricha Becka, koji kaže da je to svijet gdje postoje novi rizici kako za pojedinca tako i za društvo. Giddens smatra kako u današnjem svijetu promjena nestaje pojam povjerenje kakvo je bilo prije globalizacije. Tada se povjerenje temeljilo na povjerenju lokalne zajednice, koje polako nestaje zbog jačanja globalizacijskih procesa. Globalizacija stvara društva koja ne poznajemo, a povjerenje temeljimo na povjerenje ljudima koje nismo nikada upoznali.:679-680 te zbog toga dolazi do jačanja veza između pojmova "rizik" i "povjerenje":41-52.
Upravo zato, Giddens uočava da se u današnjem društvu pojavljuje društveni proces koji on naziva socijalna refleksifnost:680, koju definira kao činjenicu da stalno trebamo razmišljati o uvjetima u kojim živimo. Odnosno, on smatra da se identitet pojedinca temelji na promišljanju i radu na svojim biografijama, a ne na vanjskim čimbenicima:61.

### Politika trećeg puta
Kao što je nekoliko puta već rečeno u ovom članku, Anthony Giddens uveo je pojam Politiku trećeg puta, taj je pojam uveo kako bi se referirao na politiku koju je vodila vlada engleskog premjera Tonyja Blaira od 1997. godine. Blair je reformirao Laburističku stranku, koja je osvojila tada izbore, a tu novu stranku Giddens je nazvao Novi laburisti.

#### Novi Laburisti
Prije nego što objasnimo politiku trećeg puta treba se prvo objasniti promjene unutar Laburističke stranke. Početkom 1990. John Major naslijedio je Margaret Thatcher na čelu Konzervativne stranke i vlade te je nastavio politiku koju je vodila i Thatcher zbog čega su konzervativci gubili potporu u biračima. Skoro u isto vrijeme laburisti odlučuju mijenjati svoju politiku, koju je započeo Neil Kinnock, a završio Tony Blair. Blair je ukinuo odredbu stranačkog statuta koja je određivala privrženost stranke državnom vlasništvu u industriji. Na tu je odluku najviše utjecao pad Sovjetskoga Saveza, odnosno pada komunizma u Istočnoj Europi. To je značilo da država nije više mogla voditi politiku u engleskih tvrtkama, nego je davala veća mogućnosti upravljanja privatnim osobama bez obzira na političku pripadnost:435.
Iako je na izbore, koji su se održali 1. svibnja 1997., izašlo nešto manji broj ljudi, nego na izborimae prije, Laburisti su osvojili većinu u parlament (43.2%). Giddens tvrdi da su tada većina birača konzervativaca ostala doma, zbog raznih političkih afera koje su imali vođe stranke, ponajprije predsjednik stranke John Mayor :436. Nakon što su došli na vlast, laburisti su počeli provoditi politiku reformi i modernizacije.

#### BitPolitike trećeg puta
Najprije valja reći da se pojam trećeg puta počeo koristiti još 1950.-ih u kako bi se prikazale društvene mjere koje su bile različite od socijalnih politika u Sovjetskom savezu i Sjedinjenim američkim državama. Giddens, kada govori o Politici trećeg puta, ne povezuje ju isključivo s politikom Tonyja Blaira, nego i s fenomenom koji se šire 1990-ih. To je bio rast socijaldemokracije unutar stranaka koje su za sebe govorile da spadaju u lijevi centar. To je politika koja je tada spajala dva različita politička mišljenja koji su se do tada međusobno natjecala:267.
Giddens daje nekoliko obilježja takve politike:
- Rekonstrukcije vlade -   od vlade se očekuje da zadovolji potrebe države u što bržem periodu, no ta brzina treba ići za tim da oblici upravljanja i administracija treba raditi na principu poslovnog sektora i na korist široj javnosti
- Kultiviranje civilnog društva – zemljom ne bi trebala upravljati samo politika, odnosno vrh države, nego i građani. Da bi se to omogućilo treba se omogućiti građanima da i oni daju prijedloge te je zato važan razvoj civilnog društva i udruga koje predstavljaju interese građana.
- Rekonstrukcija ekonomije – Politika trećeg puta zalaže se za manje političkog upletanja u gospodarska pitanja
- Reforma socijalne države – država treba više biti usmjerena prema društvenim problemima
- Ekološka modernizacija – država bi trebati ulagati u zaštitu okoliša, jer politika trećeg puta smatra kako se i u tom sektoru može ostvariti gospodarski rast
- Reforma globalnog sustava – traže se novi oblici upravljanja u doba globalizacije; nadnacionalne asocijacije mogu dovesti do demokracije iznad razine nacionalne države i omogućiti bolje upravljanje globalnom ekonomijom

## Popis nekih knjiga
- Nova pravila sociologijske metode (1976)
- Središnji problem socijalne teorije; akcija, struktura i kontradikcija(1979)
- Ustroj društva: nacrt za teoriju strukturacije (1984)
- Država-nacija i nasilja (1987)
- Treći put: obnova socijalne demokracije (1998)
- Treć put i njegovi kritičari (2000)